# Olmeta di Tuda
Olmeta di Tuda (in francese Olmeta-di-Tuda, in corso Olmeta di Tuda) è un comune francese di 358 abitanti situato nel dipartimento dell'Alta Corsica nella regione della Corsica.

## Geografia fisica
È collegato a Rutali attraverso il Col de la Vierge.

## Società

### Evoluzione demografica
Abitanti censiti